# 冯建中
冯建中（？—），河南驻马店人，曾任国家体育总局副局长，中华全国体育总会副主席，第十三届全国政协委员。毕业于复旦大学新闻系。